# ألكسندر لازوتكين
ألكسندر لازوتكين (بالروسية: Лазуткин, Александр Иванович)‏ (و. 1957 – م) هو مهندس، ورائد فضاء من روسيا . ولد في موسكو .

## ريادة الفضاء
شارك في المهمات الفضائية:
- Soyuz TM-25.

## التعليم
تعلم في Moscow Aviation Institute

## جوائز
حصل على جوائز منها:
- بطل الاتحاد الروسي (وسام)
- Medal "For Merit in Space Exploration".